# Never Say Die Records
Never Say Die Records — независимый лейбл звукозаписи, основанный Томми Дашем (творческий псевдоним SKisM) и Ником Садлером в 2009 году в Лондоне. В 2014 году был выбран лучшим лейблом звукозаписи года по версии Bass Music Awards.
Список исполнителей, которые подписали контракт с Never Say Die Records:
- 501
- Eptic
- Habstrakt
- Megalodon
- LAXX
- MUST DIE!
- SKisM
- Trampa
- Zomboy
- Oddprophet
- MARAUDA
- Midnight Tyrannosaurus
- Excision
- Trinergy
- Moody Good

Кроме того, на лейбле выпущены работы таких исполнителей, как BAR9, DeadCat, Datsik, Dodge & Fuski, Far Too Loud, Flux Pavilion, Foreign beggars, Skrillex, Freestylers.
2 апреля 2022, в своем Instagram, лейбл объявил о закрытии.